# Selenicereus purpusii
Selenicereus purpusii ist eine Pflanzenart in der Gattung Selenicereus aus der Familie der Kakteengewächse (Cactaceae). Das Artepitheton purpusii ehrt den deutschen Pflanzensammler Carl Albert Purpus.

## Beschreibung
Selenicereus purpusii wächst epiphytisch klimmend mit blaugrünen, verlängerten Trieben. Die 3 bis 4 Rippen besitzen einen hornigen Rand und sind nur schwach gewellt. Aus den kleinen Areolen entspringen 3 bis 6 kurze, dunkelfarbene, konische Dornen.
Die weißen, etwas gelben Blüten sind bis zu 25 Zentimeter lang und breit. Ihre Blütenröhre ist dicht beschuppt. Die Früchte sind rosafarben.

## Verbreitung und Systematik
Selenicereus purpusii ist im Westen Mexikos verbreitet. 
Die Erstbeschreibung als Cereus purpusii wurde 1909 von Wilhelm Weingart veröffentlicht. David Richard Hunt stellte die Art 2018 in die Gattung Selenicereus. Ein weiteres nomenklatorisches Synonym ist Hylocereus purpusii (Weing.) Britton & Rose (1920).

## Nachweise